# Glenda Kapstein Lomboy
Glenda Inés Kapstein Lomboy (Santiago de Xile, 24 de novembre de 1939 - Vinya del Mar, 13 de gener de 2008) va ser una arquitecta i docent universitària xilena.

## Introducció
L'arquitecta xilena Glenda Kapstein Lomboy, posseeix una trajectòria d'indubtable valor que ha estat reconeguda en molts mitjans, entre els quals es destaca que la Casa d'Exercicis Espirituals del Col·legi Sant Luis (Fundació Alonso Ovalle) en Antofagasta hagi estat seleccionada per integrar l'exposició realitzada el 1996 per al XIX Congrés de la Unió Internacional d'Arquitectes (UIA) a Barcelona i una de les obres finalistes al premi Pavelló Mies van der Rohe per a arquitectura llatinoamericana, el 1998, o el fet d'haver rebut el Premi Internacional PLEA, Passive and Low Energy Architecture l'any 2003 per una trajectòria amb una permanent preocupació sobre l'arquitectura i el medi ambient. Arxivat 2009-06-21 a Wayback Machine.
En la seva trajectòria és inseparable el construït del qual es va mantenir en projecte, principalment aquells per a concursos, que són veritables manifestos, com la proposta respectuosa per Cantalao, premiada amb un esment en aquell èpic concurs convocat per la VIII Biennal d'Arquitectura de Xile el 1991; i el projecte per a l'Església del Campus Sant Joaquín de la PUC, el 1994. D'una altra forma és fonamental el projecte-tesi de Magíster “Arquitectura d'un lloc per a la paraula en Sant Pere d'Atacama”, realitzat també el 1994. No obstant això caldria recordar que el camí que condueix a la Casa de Retir, i a la producció posterior, s'havia delineat amb el llibre “Espais Intermedis” el 1988. Des d'aquest llibre fins a la ciutadella de retir espiritual existeix una continuïtat sorprenent.

## Formació
Graduada a l'Escola d'Arquitectura de la Seu Valparaíso de la Universitat de Xile el 1967 (en la qual havia ingressat el 1959, no obstant això va completar la seva formació amb un extens període de residència a Madrid, Espanya, entre 1967 i 1979, on va treballar amb arquitectes de l'última modernitat, com Camuñas (pare i fill), Georges Candilis (Team 10), i extensament amb l'oficina de Corrals i Molezún. Arriba a Xile el 21 de maig de 1979, treballa en Sernatur de Sant Antonio i ha intervingut de 1980 es va traslladar a Antofagasta, on va ser Directora Regional de Turisme, el 1982 inicia la seva carrera acadèmica i de recerca compromesa amb el Desert d'Atacama a l'Escola d'Arquitectura de la Universitat Catòlica del Nord. El 1994 es va rebre de Magister a la Pontifícia Universitat Catòlica de Xile. La seva orientació mitjà ambiental es va delinear el 1988, amb la publicació del llibre "Espais Intermedis. Entre les seves obres d'arquitectura destaquen la Casa de Retir en Antofagasta, 1989-1991; el Pavelló de Codelco en Exponor 1995; la Galeria Solar de la Casa G, en El Quisco, 1997-2003; i l'ampliació de l'Escola d'Arquitectura de la UCN, 2000-2001. L'any 2003, va rebre el Premi Internacional Passive and Low Energy Architecture (PLEA).L'arquitecte Guillermo Ulriksen va ser un dels professors més influents en la seva formació universitària, sent el seu tutor en la tesi de títol "Valparaíso: l'arquitectura d'una ciutat amfiteatre", que va realitzar amb l'arquitecte i artista Juan Bernal Ponce (1938-2006) el 1965. Arxivat 2009-04-27 a Wayback Machine.

## Experiència europea
El 1967 es trasllada a Espanya, i es vincula a l'oficina d'Antonio i José Camuñas (pare i fill), treballant en el projecte i construcció del Conjunt Verge de la Nova Esperança a Madrid, obra amb la qual Kapstein sentia gran afinitat per la resolució que s'havia aconseguit als edificis en altura. El 1969, participa amb els Camuñas i amb l'arquitecte Georges Candilis, en aquest moment exCandilis, Josic, Woods, en el Concurs per a la Universitat Autònoma de Madrid, on obtenen el segon lloc, amb un projecte que s'organitza totalment sota les idees del Team 10 .
A continuació comença a treballar amb l'estudi Corrals i Molezún, des de 1970 fins a 1979, però va anar amb "l'arquitecte" Ramón Vázquez Molezún amb qui va crear majors llaços. En aquest context, entre els projectes que treballa i que més impacten en la seva experiència europea va ser el laboratori de recerca per la Standard Elèctrica S.A., més conegut com a edifici ITT (International Telephone and Telegraph Corporation), construït el 1972.
Abans de la seva tornada a Xile, Kapstein realitza un influent viatge a Algèria, visitant Sidi Bel Abbes i Orà, definint una nova experiència amb el desert saharià.